# Hendrik Willem Tydeman
Hendrik Willem Tydeman (Utrecht, 25 augustus 1778 - Leiden, 6 maart 1863) was een Nederlands rechtsgeleerde, maar had een brede kennis van diverse wetenschappen. Hij was als hoogleraar verbonden aan de Universiteit van Franeker en de Universiteit Leiden.

## Biografie
Hendrik Willem Tydeman werd geboren op 25 augustus 1778 in Utrecht als zoon van Meinard Tydeman en Sophia Theodora de Beveren. Hij ging in zijn jeugd naar verschillende Latijnse scholen in verschillende steden. Dit kwam omdat diens vader geregeld van baan veranderde. Daarna was hij van 1792 tot 1795 leerling aan het Athenaeum Illustre in Deventer. Hij bestudeerde daar onder andere het Arabisch maar ook de rechtsgeleerdheid. In 1796 werd hij ingeschreven als student aan de Rijksuniversiteit Groningen waar hij onder andere rechtenvakken volgde. Het jaar erop besloot hij de overstap naar de Universiteit Leiden te maken en datzelfde jaar nog behaalde hij het kandidaatsexamen. Hij promoveerde in 1799 op het proefschrift Specimen juridicum inaugurale De rebus judicatis non rescindendis, daarin onderzocht hij aan de hand van de geschriften van Cicero de vraag in hoeverre het recht van gewijsde ook een stelregel van het Romeins recht was.

### Begin loopbaan en hoogleraarschap Universiteit van Franeker
Na zijn wetenschappelijke promotie vestigde hij zich in Kampen als advocaat. Een aanstelling als stadssecretaris weigerde hij. Hij trouwde in 1802 met Marianne Mathilda Hoorn en zou aanvankelijk met haar naar Nederlands-Indië afreizen als advocaat-fiscaal. Echter, Dionysius Godefridus van der Keessel (de man die hem inspireerde voor zijn proefschrift en hem begeleidde) had hem aanbevolen voor een hoogleraarschap aan het Athenaeum Illustre in Deventer. (Een eerdere aanbeveling voor een positie in Harderwijk liep spaak.) Maar in 1803 maakte hij de overstap naar de Universiteit van Franeker waar hij les gaf over de instituten. In 1809 werden onder andere het staats- en volkerenrecht aan zijn leeropdracht toegevoegd nadat Johan Hendrik Swildens - die deze vakken eerst gaf - kwam te overlijden. Tydeman kwam in hoog aanzien te staan omdat hij de privileges van de universiteit verdedigden tegen de magistraat van Franeker en de procureur-generaal van het Hof van Friesland.
In de tijd dat hij in Franeker hoogleraar was vertaalde hij verschillende werken uit het Hoogduits en bewerkte hij enkele verhandelingen. Deze verhandelingen gingen over diverse onderwerpen en niet alleen over recht. Hij was enige tijd rector magnificus van de Universiteit van Franeker en in die periode (rond 1811 tijdens de suppressie) ontving hij een gezant van de Commissie tot onderzoek van den toestand van het onderwijs in Nederland. Later nam hij nog deel aan een deputatie om de universiteit te redden, maar dat mocht niet baten.

### Hoogleraarschap Universiteit Leiden en emeritaat
In 1812 werd hij aangesteld als hoogleraar aan de Universiteit Leiden waar hij les zou moeten geven over de Code Napoléon. In 1815 werd zijn benoeming pas formeel bekrachtigd en de Code Napoléon werd uit zijn leeropdracht gehaald. In plaats daarvan kreeg hij De Encylopaedie der Rechtsgeleerdheid, Staatshuishoudkunde, Statistiek, Rechtsgeschiedenis en het Handelsrecht toebedeeld. De latere koning Willem III behoorde tot zijn studenten. Hij was voor de duur van twee termijnen rector magnificus, gedurende de collegejaren 1825-1826 en 1845-1846. In 1831 werd hij benoemd tot Ridder in de Orde van de Nederlandse Leeuw. In 1848 werd hij eervol ontslagen en opgevolgd door Johan de Wal.
Na zijn emeritaat publiceerde hij nog enkele werken, waaronder het werk Geschiedkundig onderzoek naar de armoede in ons Vaderland en schreef hij een opstel over Caspar Sibelius. In 1858 werd er op zijn tachtigste verjaardag een speciale dag georganiseerd waarop zijn voormalig leerlingen onder andere hun dank konden betuigen. De laatste vier jaar van zijn leven moest hij zonder zijn zicht doorbrengen. Hij overleed te Leiden op 6 maart 1863.

## Lidmaatschappen
- 1860: erelid Maatschappij tot Nut van 't Algemeen
- 1857: erelid Maatschappij der Nederlandse Letterkunde
- 1844: honorair lid van het Noord-Brabantsch Genootschap van Kunsten en Wetenschappen
- 1835: lid van verdiensten Hollandsche Maatschappij van Fraaije Kunsten en Wetenschappen
- 1829: Honorair Lid van het Landbouwkundig Genootschap in Paramaribo
- 1829: buitengewoon lid van het Provinciaal Friesch Genootschap ter Beoefening van Friesche Geschied-, Oudheid- en Taalkunde
- 1826: Buitengewoon Honorair Lid van de Maatschappij voor Natuur- en Letterkunde
- 1825: Lid van verdienste van het Genootschap Diversa sed una in Dordrecht
- 1823: lid Koninklijk Bataviaasch Genootschap van Kunsten en Wetenschappen
- 1812: lid Koninklijke Hollandsche Maatschappij der Wetenschappen in Haarlem
- 1811: correspondent van de Koninklijke Göttingsche Academie van Wetenschappen
- 1809: Correspondent der Tweede Klasse van het Koninklijk Instituut van Wetenschappen, Letterkunde en Schoone Kunsten (Oude naam van de KNAW)
- 1807: lid van het Zeeuws Genootschap
- 1804: lid Maatschappij der Nederlandsche Letterkunde
- 1803: lid van het Groningse Pro excolendo Jure Patrio
- 1801: lid van het Utrechts Genootschap

## Publicaties (selectie)
- Briefwisseling van eenige regtsgeleerden over de aanstaande Nederlandsche wetgeving. Leiden 1814-19
- Proeve over het tegenwoordig verval en mogelijk herstel der Godsdienstigheid; bijzonder ook met opzigt tot de wettige en gewenschte Staatszorg voor de Godsdienstigheid. 1808 onder pseudoniem: Eusebius Belga
- De remediis civitatis agricolae bello afflictae. Deventer 1810, Leiden 1815
- Regtsgeleerd Mengelwerk, met bijzonder opzigt op de nieuwste wetgeving en regtsgeleerdheid verzameld. Groningen 1811-12
- Verhandeling over de Hoeksche en Kabeljaauwsche Partijschappen. Leiden 1815 met Willem Bilderdijk
- Verhandeling over de gilden. In: Verhandlingen van het Zeeweusch Genootschap der Wetenschappen. Middelburg 1821
- Aanmerkingen op de Grondwet der Vereenigde Nederlanden. Dordrecht 1815, (anoniem)
- Verhandeling over de wetenschappelijke beoefening van het Regt in Nederland, na het uitvaardigen van nieuwe wetboeken in de taal des lands. Leiden 1819
- Verhandeling over de grenzen van het nut en van de schade van het gebruik van werktuigen in de fabrijken van ons vaderland, in de plaats van menschenhanden. Haarlem 1820
- Verhandeling over de oorzaken van de toenemende armoede in Europa. Haarlem 1821 met R. Scherenberg
- Doctrinas politicas in academiis maxime Belgicis esse docendas. Leiden 1825)
- Consideratiën over de Punten van overweging betrekkelijk het Academisch onderwijs. Leiden 1828
- Levensbijzonderheden van den luitenant-generaal Baron C.R.T. Kraijenhoff. Nijmegen 1844
- Caspar Sibelius, in leven predikant te Deventer. Volgens zijne onuitgegeven eigen-levensbeschrijving. 1849
- Drie voorlezingen over de voormalige Staatspartijen in de Nederlandsche Republiek. Leiden 1849
- Denkbeelden omtrent eene wettelijke regeling van het armwezen in Nederland. Amsterdam 1850, met J. Heemskerk Az. en J. W. Tydeman